# دوسرية الجبيل
دوسرية الجبيل، موقع أثري يقع في الجنوب الشرقي من الجبيل من المنطقة الشرقية شرق المملكة العربية السعودية، يرجع تاريخ الموقع إلى أواخر الألفية السادسة وأوائل الألفية الخامسة قبل الميلاد، كما يرجع تاريخ الموقع إلى العصر الحجري الحديث، تم العثور على أقرب عينة في الموقع تعود إلى حقبت فترة العبيد، يقع موقع الدوسرية على بعد 12 كم إلى الجنوب من الجبيل، وحوالي 800 متر من ساحل الخليج العربي.

## الدوسرية في اللغة
الدوسرية في اللغة الجمل الضخم، ودوسر أيضاً كتيبة كانت للنعمان بن المنذر، والدواسر قبيلة منتشرة في انحاء المملكة.

## الاكتشاف
يعد غريس بيركهولدر أول من اكتشفت موقع الدوسرية في عام 1968، حيث وجد كميات كبيرة من قطعة من الفخار منتشرة في جميع أنحاء الموقع بعضها يحتوي على رسومات والبعض الآخر فخار خام، أما الحجارة التي وجدت فهي مصنوعة من السيليكس وحجر السج، باللإضافة لوجود العديد من الصدف وعظام الثدييات والأسماك، في نفس العام قام العالم جيفري بيبي بتوثيق تاريخ الفخار إلى فترة العبيد في العصر الحجري الحديث، واقترح إجراء مزيد من التحقيقات في الموقع، في عام 1972 اكتشف عبد الله المصري ما لا يقل عن 7 طبقات تحتوي على حطام في أماكن عمقها 2.50 متر، بعد هذه الحفريات والاكتشافات تم بناء سور ضخم حول الموقع لحمايته، ومنذ عام 2010 قام فريق مشترك سعودي ألماني مشكل من متحف الدمام الإقليمي وجامعة توبنغن بإعادة الحفر والتنقيب في موقع الدوسرية.

## النتائج

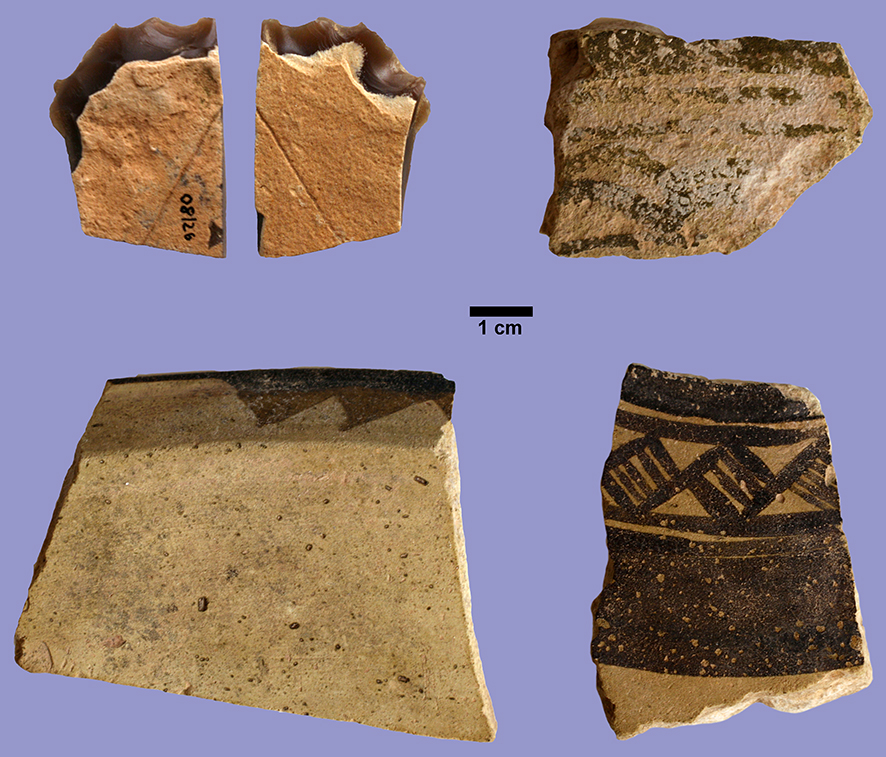
اسلوب حقبت العبيد في صناعة الفخار

أدت النتائج الناجمة عن جمع مجموعة كبيرة من المقتنيات الأثرية بتحديد تاريخ ووقت الطبقات الرئيسية لموقع الدوسرية، إذ يعود الموقع إلى العصر الحجري الحديث وفترة العبيد، حيث أن تواريخ الكربون المشع المستحصل من المقتنيات الأثرية أدت لتحقيق هذه الفرضية، وعليه فإن الموقع يرجع تاريخه إلى أواخر الألفية السادسة وأوائل الألفية الخامسة قبل الميلاد، باستثناء قطعة واحدة من الخزف يرجع تاريخها إلى العصر الإسلامي، وهذه القطعة الخزفية وجدت على سطح ليس فيه مؤشرات لوجود مستوطنات نشأت فيه في وقت لاحق، وأوصى الفريق المُنقب في الموقع بالمحافظة الجيدة على المواد العضوية والتي ستجعل من الدوسرية مثالا ممتازًا للتحقيق في العصر الحجري الحديث في شبه الجزيرة العربية.

## الفخار
نتائج النتقيب عن موقع الدوسرية تحدثت أن الموقع يحتوي على عناصر من العصر الحجري الحديث العربي المحلي، فضلا عن وجود تأثيرات من جنوب بلاد ما بين النهرين، وخاصة وجود كمية كبيرة من اسلوب صناعة الفخار المستوردة من حضارة فترة العبيد جنوب بلاد ما بين النهرين، وفي ذلك إشارة كبيرة لوجود اتصالات ثقافية مكثفة بين الموقع وبلاد مابين النهرين، وهناك حوالي 25٪ من الفخار الموجود في الموقع هو عبارة عن قش ومعادن، وهذا نفس أسلوب الفخار الموجود في مواقع مختلفة على طول الساحل الجنوبي من الخليج العربي، وكما وجد في الموقع الزجاج البركاني الأسود التي تشير أهميته ضمن الشبكة الاجتماعية والاقتصادية واسعة النطاق في تلك الفترة.

## انظر ايضاً
- الجبيل

## وصلات خارجية
- التقرير الألماني عن نتائج التنقيب في موقع دوسرية الجبيل